# Siganus trispilos
Siganus trispilos es una especie de peces marinos de la familia Siganidae, orden Perciformes, suborden Acanthuroidei. 
Su nombre común en inglés es Threeblotched rabbitfish, o pez conejo de tres manchas.

## Morfología
El cuerpo de los sigánidos es medianamente alto, muy comprimido lateralmente. Visto de perfil recuerda una elipse. La boca es terminal, muy pequeña, con mandíbulas no protráctiles. 
La coloración base de la cabeza, el cuerpo y las aletas, es amarillo vivo. Tiene tres manchas alargadas, color chocolate, en la parte superior del cuerpo, a la altura de la parte espinosa de la aleta dorsal. Tanto la cabeza, como la parte superior del cuerpo, están decorados con un patrón de pequeños puntos azul claro, bordeados de azul oscuro, que, a veces, invaden las aletas. Sobre el ojo tiene una mancha difusa oscura diagonal, el iris es amarillo oscuro.
Cuentan con 13 espinas y 10 radios blandos dorsales, precedidos por una espina corta saliente, a veces ligeramente sobresaliente, y otras totalmente oculta. La aleta anal cuenta con 7 fuertes espinas y 9 radios blandos. Las aletas pélvicas tienen 2 espinas, con 3 radios blandos entre ellas, característica única y distintiva de esta familia. Las espinas de las aletas tienen dos huecos laterales que contienen glándulas venenosas.
El tamaño máximo de longitud es de 25 cm.

## Reproducción
Aunque no se dispone de estudios específicos sobre su reproducción, como componentes del género Siganus, son ovíparos y de fertilización externa. Los huevos son adhesivos. El desove se produce al oscurecer, en los meses calurosos, coincidiendo con el ciclo lunar. 
Poseen un estado larval planctónico de algo más de veinte días de duración. Desarrollan un estado postlarval, característico del suborden Acanthuroidei, llamado acronurus, en el que los individuos son transparentes, y se mantienen en estado pelágico durante un periodo extendido antes de establecerse en el hábitat definitivo, y adoptar entonces la forma y color de adultos.

## Alimentación
Son estrictamente coralívoros, lo que significa que se alimentan tan sólo de pólipos de coral, especialmente de especies del género Acropora.

## Hábitat y comportamiento
Habitan en aguas tropicales, asociados a arrecifes de coral costeros. Frecuentan preferentemente áreas ricas en colonias de corales del género Acropora, de los que se alimentan.
Su rango de profundidad es entre 3 y 5 metros.

## Distribución geográfica
Estos peces se encuentran en el extremo este del océano Índico, y exclusivamente en el noroeste y centro-oeste de Australia, de Ningaloo Reef (21°55'S) hasta el archipiélago de Dampier (20°28'S, 116°37'S), siendo una especie endémica australiana.